# محمد میلادی
محمد میلادی (انگلیسی: Mohamed Miladi؛ زادهٔ ۱۸ اوت ۱۹۸۱) بازیکن فوتبال اهل تونس بود.
از باشگاه‌هایی که در آن بازی کرده‌است می‌توان به باشگاه فوتبال ستاره ساحلی و باشگاه فوتبال الجرجیسی اشاره کرد.
وی همچنین در تیم ملی فوتبال تونس بازی کرده‌است.